# 브레이크다운 (음악)
음악에서 브레이크다운(breakdown)은 다양한 악기가 솔로 파트(브레이크 (음악))를 갖는 노래의 일부이다. 이는 모든 악기가 함께 절을 연주하는 형태를 취할 수 있으며, 여러 악기 또는 모든 악기가 개별적으로 절을 솔로 파트로 반복하는 형태를 취할 수 있다.
브레이크다운은 특히 블루그래스에서 인기 있는 음악 스타일로, 얼 스크러그스의 "Foggy Mountain Breakdown"과 빌 먼로의 "Bluegrass Breakdown"이 주목할만한 예이다.

## 정의와 유래
음악 역사가 앨런 로우(Allen Lowe)에 따르면 고장의 정의는 백인과 흑인 미국 음악사를 포함하여 다양한 음악 장르에서 서로 다른 의미의 색조를 가지며 복잡하고 논쟁의 여지가 있다. 솔로 연주, 즉흥 연주, 리듬 또는 5음 패턴에 중점을 두는 것이 특징이다.
1865년 사우스캐롤라이나주 찰스턴 (사우스캐롤라이나주)의 한 연합군 병사는 젊은 흑인들이 거리에서 즐거운 노래를 부르며 미국 남북전쟁의 종식을 축하하며 "노래를 '고함'과 '붕괴'로 끝냈다"고 기록했다.